# نات بورشيرز
نات بورشيرز (بالإنجليزية: Nat Borchers)‏ (13 أبريل 1981 بتوسان في الولايات المتحدة - ) هو لاعب كرة قدم أمريكي في مركز الدفاع. شارك مع منتخب الولايات المتحدة تحت 23 سنة لكرة القدم ومنتخب الولايات المتحدة لكرة القدم. أما مع النوادي، فقد لعب مع ريال سالت ليك وكولورادو رابيدز ونادي أود وبورتلاند تمبرز وكولورادو رابيدز يو-23 ‏.

## وصلات خارجية
- نات بورشيرز على موقع الدوري الأمريكي (الإنجليزية)
- نات بورشيرز على موقع قاعدة بيانات كرة القدم.إي يو (الإنجليزية)
- نات بورشيرز على موقع ناشيونال فوتبول تيمز (الإنجليزية)
- نات بورشيرز على موقع Soccerway.com (الإنجليزية)
- نات بورشيرز على موقع AS.com (الإسبانية)